# The Browning Version (1994)
The Browning Version is een Britse dramafilm uit 1994 onder regie van Mike Figgis. Deze verfilmde hiervoor het gelijknamige toneelstuk van Terence Rattigan uit 1948, waarmee hij de tweede was na Anthony Asquith in de eveneens gelijknamige film uit 1951. Figgis werd voor zijn versie genomineerd voor een Gouden Palm op het Filmfestival van Cannes. Het filmscenario werd genomineerd voor een BAFTA Award.

## Verhaal
Andrew Crocker-Harris (Albert Finney) is een strenge docent klassieke talen op een chique middelbare jongensschool. Hij was ooit vol passie en bevlogenheid om zijn leerlingen zijn vak bij te brengen, maar het vuur in hem is al jaren geleden gedoofd. Inmiddels geniet hij vooral zelf van de klassieken en is hij tegenover de jongens in zijn klas verworden tot een afstandelijke, strikte handhaver van discipline. Zozeer dat ze Crocker-Harris in de wandelgangen 'de Hitler van 5B' noemen.
In de band met zijn collega's en zijn privéleven is het van hetzelfde laken een pak. Zijn echtgenote Laura (Greta Scacchi) en hij leven op afstandelijke voet samen met elkaar. Zij heeft zich achter zijn rug om inmiddels in de armen geworpen van Crocker-Harris' jongere Amerikaanse collega Frank Hunter (Matthew Modine). Zijn academische loopbaan loopt daarbij ten einde omdat hij het vanwege hartproblemen rustiger aan moet gaan doen. Rector Frobisher (Michael Gambon) heeft Crocker-Harris' opvolger Tom Gilbert (Julian Sands) al aangenomen en probeert het afscheid van Crocker-Harris zo geruisloos mogelijk te maken. Hij wordt immers door velen gerespecteerd, maar door weinigen geliefd. Hijzelf ondergaat alles zoals hij al jaren leeft, namelijk zonder enig vertoon van zijn emoties.
Een van Crocker-Harris' jonge leerlingen genaamd Taplow (Ben Silverstone) voelt niettemin wel genegenheid voor zijn leraar, die hem geregeld buitenschools bijles geeft. Hij vindt op een boekenmarkt de eerste druk van Richard Brownings Engelse vertaling van de Agamemnon, Crocker-Harris' favoriete werk. Taplow koopt het en doet het wanneer de gelegenheid zich voordoet cadeau aan zijn leraar met een zelfgeschreven spreuk in het Oudgrieks erin. Deze blijk van genegenheid verrast en overrompelt Crocker-Harris zozeer dat al zijn opgekropte emoties eruit komen en hij daar eindelijk naar gaat luisteren.

## Rolverdeling
| Acteur              | Personage             |
| ------------------- | --------------------- |
| Albert Finney       | Andrew Crocker-Harris |
| Greta Scacchi       | Laura Crocker-Harris  |
| Matthew Modine      | Frank Hunter          |
| Julian Sands        | Tom Gilbert           |
| Michael Gambon      | Dr. Frobisher         |
| Ben Silverstone     | Taplow                |
| Jim Sturgess        | Bryant                |
| Joseph Beattie      | Wilson                |
| Mark Bolton         | Grantham              |
| Tom Havelock        | Laughton              |
| Walter Micklethwait | Buller                |
| Jotham Annan        | Prince Abakendi       |
| David Lever         | David Fletcher        |
| Bruce Myers         | Dr. Rafferty          |
| Maryam d'Abo        | Diana                 |
| Heathcote Williams  | Dr. Lake              |
| Oliver Milburn      | Trubshaw              |
| George Harris       | Adakendi Senior       |